# Sistema de numeración de la AMDF

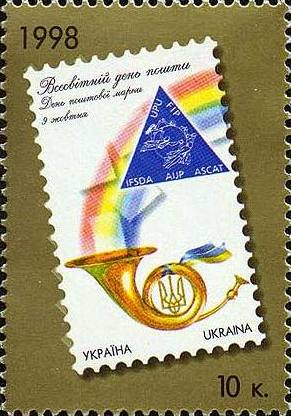
El logo triangular de la AMDF. “Día Mundial del Correo y Día del Sello Postal”, Ucrania, 1998

El sitio de numeración de la AMDF (del inglés: WADP Numbering System) es un proyecto de referenciación de los sellos postales emitidos en el mundo desde el 1 de enero de 2002. Es seguido por la UPU y la Asociación Mundial para el Desarrollo de la Filatelia (AMDF, en inglés: WADP). Su inventario se hace posible por la declaración de las administraciones postales participantes del proyecto.
Su publicación apareció en un sitio de la red donde los visitantes pueden ubicar las emisiones por país, fecha, tópico, o palabras claves.
Los objetivos de AMDF son brindar a los comerciantes y colectores de estampillas un catálogo de estampillas de todas las emisiones oficiales y combatir las emisiones ilegales emitidas sin consentimiento de las administraciones postales. Desde 2002, algunos países en desarrollo tuvieron éxito en reducir sus programas filatélicos y denuncia oficial de emisiones de estampillas ilegales via la UPU.
Unas declaración dada a la AMDF, de sello aislado con diferencias gráficas (en diseño, denominación, color o dimensiones) se numera:
- dos letras: código de región o país en estándar ISO 3166-1 alfa-2,
- tres dígitos para la posición del año de emisión,
- después un punto, dos dígitos por el año (.02 significa año de 2002).